# 连云港市新海实验中学
连云港市新海实验中学，简称新海中学，是一所位于江苏省连云港市的中学。

## 沿革
新海中学的前身是东海县中学，1946年7月成立。1948年11月11日，连云港特区政府决定，在东海县中学的基础上，成立山东省立新海中学。并将原有的私立普爱中学、新民中学并入。2000年，原江苏省新海中学初中部与高中部分离，其初中部组建成为连云港市新海实验中学。2002年，新海实验学校和连云港市外国语学校按民办机制进行自主招生，并与师专一附小联合举办九年一贯制实验班。2010年和2014年，学校增设苍梧校区与凤凰校区两个分校区。